# Gudernes tusmørke
Gudernes tusmørke er en roman af den danske forfatter Anne-Marie Vedsø Olesen.
Den udkom på forlaget Gyldendal i år 2007 og handler om den egyptiske kaosgud Seth, der lever sit vilde liv i nutidens Tyskland.
Romanen henter sit stof dels fra egyptisk mytologi og dels fra legenden om Parsifal. Specielt løber Wagners opera Parsifal med dens tema om det seksuelle begær som den underliggende røde tråd i fortællingen om den utro operadirigent Martin Seeber.
Gudernes tusmørke er tredje selvstændige del af Seth-trilogien.

## Handling
Seth bor i det moderne Tyskland og her inviterer han den berømte dirigent Martin Seeber til at bo, mens dirigenten forbereder en opsætning af Wagners opera Parsifal. Skjult fra verden blikke finder Martin Seeber hos Seth et fristed, hvor han for første gang i sit liv kan udleve sine inderste mest hemmelige drifter, og han kaster sig ud i en voldsom affære med den smukke Sophie.